# Bythaelurus clevai
Bythaelurus clevai es una especie de peces de la familia Scyliorhinidae en el orden de los Carcharhiniformes.

## Hábitat
Es un pez de mar  que vive entre 425-500 m de profundidad.

## Distribución geográfica
Se encuentra frente a las costas de Madagascar.